# Rezerwat przyrody Jeziorko koło Drozdowa
Rezerwat przyrody Jeziorko koło Drozdowa – torfowiskowy rezerwat przyrody utworzony w 2000 roku. Położony jest w nadleśnictwie Giżycko w województwie warmińsko-mazurskim, w Krainie Wielkich Jezior Mazurskich. Zajmuje powierzchnię 10,01 ha (akt powołujący podawał 9,93 ha). Ochroną obejmuje ekosystemy torfowisk niskich, przejściowych i wysokich (głównie bezleśne trzęsawiska z turzycą nitkowatą, torfowcem Magellana, przygiełką białą i turzycą pospolitą. Zachodnia i południowo-wschodnia część rezerwatu (z wykształconymi torfowiskami wysokimi) kryje i chroni wiele rzadkich gatunków takich jak:
- gnidosz królewski
- rosiczka okrągłolistna
- storczykowate (w tym kruszczyk błotny)
- wełnianka delikatna
- wełnianka alpejska
- widłak jałowcowaty
- ponikło skąpokwiatowe

Znajduje się tu również jedno z najlepiej zachowanych na Mazurach, stanowisko brzozy niskiej. W rezerwacie występują bobry, które poprzez budowanie żeremi uratowały ten teren przed wyschnięciem i zarośnięciem przez drzewa. Rezerwat może być udostępniany wyłącznie za zgodą Wojewódzkiego Konserwatora Zabytków.